# Ron Sexsmith
Ronald Eldon "Ron" Sexsmith (St. Catharines, Ontario; 8 de enero de 1964) es un cantautor canadiense establecido en Toronto. Tiene un hijo y una hija. Cantante de voz expresiva y reconocible, compositor de piezas breves y melódicas, combina con lucidez la luminosidad del pop más clásico y la melancolía del sonido de la música tradicional. Sus letras son parcas, sencillas y poéticas. Entre sus admiradores se incluyen Elvis Costello, Sarah McLachlan, Radiohead, Bill Frisell, Elton John, John Hiatt, Rod Stewart, Chris Martin y Paul McCartney.

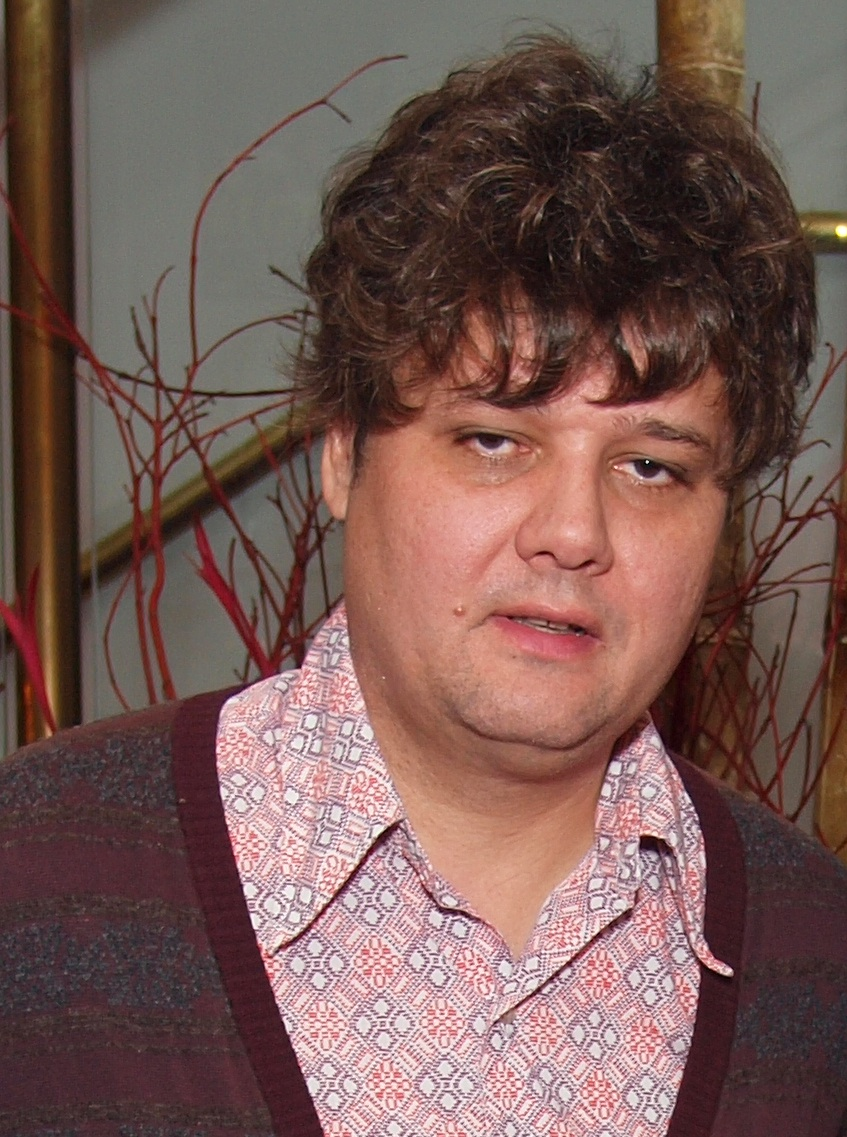
Sexsmith en 2010.

## Carrera
Sexsmith comenzó a tocar con su primera banda a los 14 años.
Después de mudarse a Toronto formó The Uncool y lanzó su casete Out of the Duff, y un año después, There's a Way.
Mientras, trabajando como guía, publicó Grand Opera Lane in 1991, lo que le permitió ganarse su primer contrato con una discográfica, Interscope Records, con la que lanzó en 1995 su disco homónimo. Entre 1997 y 2001, Sexsmith publicó un álbum bianualmente antes del aclamado Cobblestone Runway en 2002. Su álbum de 2004, Retriever, algo más orientado al pop que los precedentes, está dedicado a la memoria de Elliott Smith y Johnny Cash. En 2005 publicó una colección de canciones grabadas con el baterista Don Kerr durante la producción de Retriever, llamada Destination Unknown. En 2009 produjo junto a Michael Bublé el sencillo "Whatever It Takes".

## Estilo
Sus primeros cinco discos son un ejemplo de folk-pop, de textos breves integrados con la melancolía de sus melodías, logradas con economía de acordes e instrumentos, entre los que sobresale la cadencia de la guitarra. A partir del su sexto álbum, Cobblestone Runway, el productor Martin Terefe sofisticó su estilo dando cabida al uso de bases programadas y sintetizadores, sin que el predominio de la guitarra se viera afectado. Con Retriever consolida su perfil más pop, si bien en el álbum de última publicación muestra que no ha perdido su sensibilidad por la música tradicional.

## Discografía
- Grand Opera Lane (independiente, 1991, producido por Bob Wiseman, con The Uncool)
- Ron Sexsmith (homónimo, Interscope/Warner, 1995, producido por Mitchell Froom)
- Other Songs (Interscope/Warner, 1997)
- Whereabouts (Interscope/Warner, 1999)
- Blue Boy (2001, producido por Steve Earle)
- Cobblestone Runway (2002, produced by Martin Terefe)
- Rarities (2003)
- Retriever (2004, Warner)
- Destination Unknown (2005, V2) (Production with Don Kerr, publicado como "Sexsmith & Kerr")
- Time Being (2006, Ronboy Rhymes-V2/Nuevos Medios)
- Exit Strategy of the Soul (2008, Ronboy Rhymes-V2/Nuevos Medios)
- The Last Rider (2017)
- The Vivian Line (2023)
- Hangover Terrace (2025)

Proyectos paralelos
- The Kelele Brothers, Escape from Bover County (Gas Station Recordings)
- The Kelele Brothers, Has- Beens & Wives (Gas Station Recordings)